# 窄叶矮锦鸡儿
窄叶矮锦鸡儿（学名：Caragana pygmaea var. angustissima）为豆科锦鸡儿属下的一个变种。

## 扩展阅读
- 維基物種上的相關：窄叶矮锦鸡儿